# Theretra latreillii
Espèce
Theretra latreillii est une espèce d'insectes lépidoptères de la famille des Sphingidae, de la sous-famille des Macroglossinae, de la tribu des Macroglossini, de la sous-tribu des Choerocampina et du genre Theretra.

## Description
Imago
Le corps gris ou brun de l'imago atteint une longueur d'environ 70 millimètres. Les antennes, la tête et les côtés du thorax sont plus pâles. L'aile antérieure a une tache noire à la fin de la cellule. Il existe deux lignes indistinctes obliques allant du sommet à la base du bord intérieur. Trois lignes similaires partant du sommet sont presque parallèles au bord extérieur. L'aile postérieure est noire, fumée, plus pâle vers l'angle anal. La face ventrale est légèrement teintée de rose.

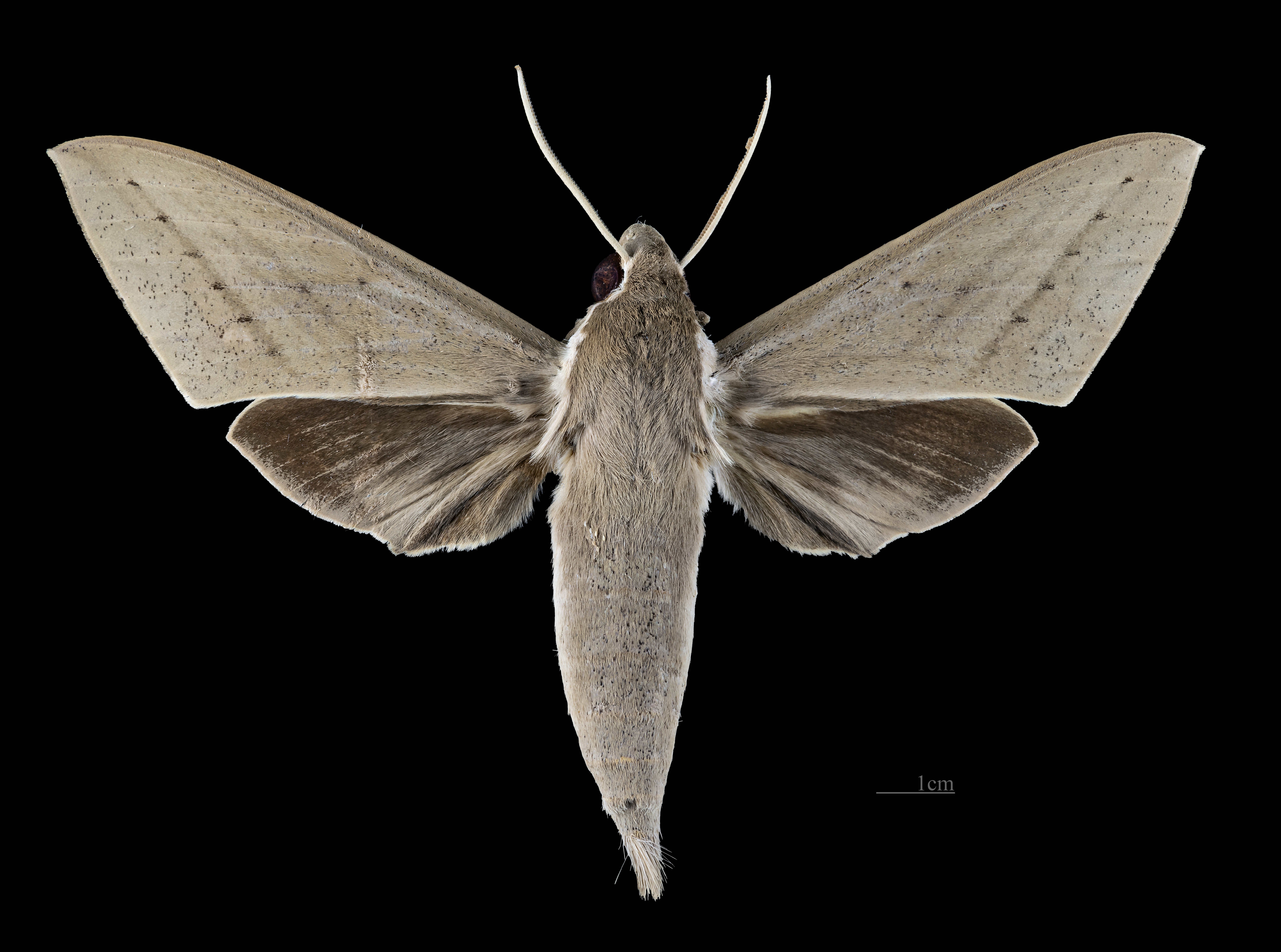
Mâle face dorsale (coll.MHNT).
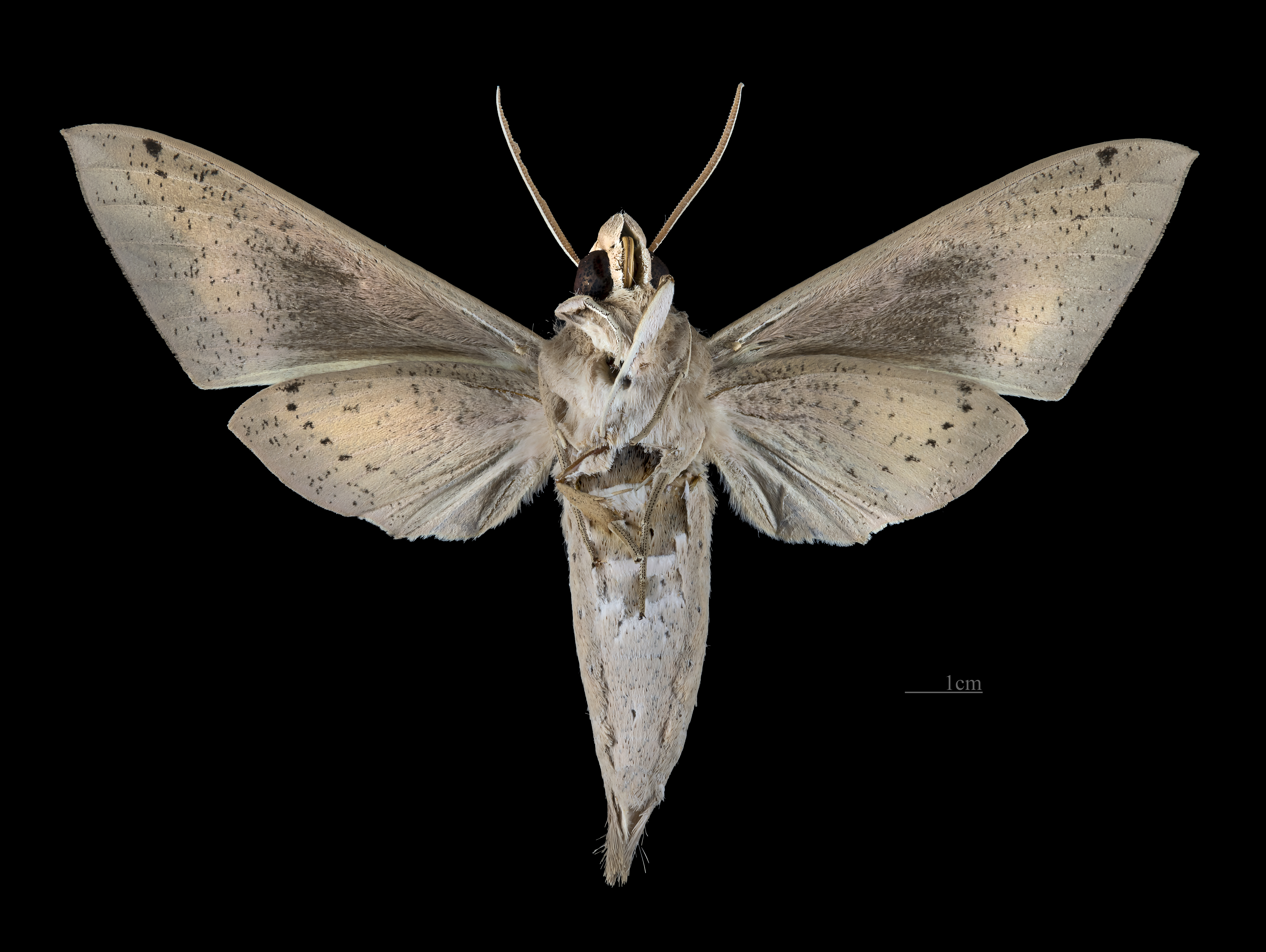
Mâle revers (coll.MHNT).
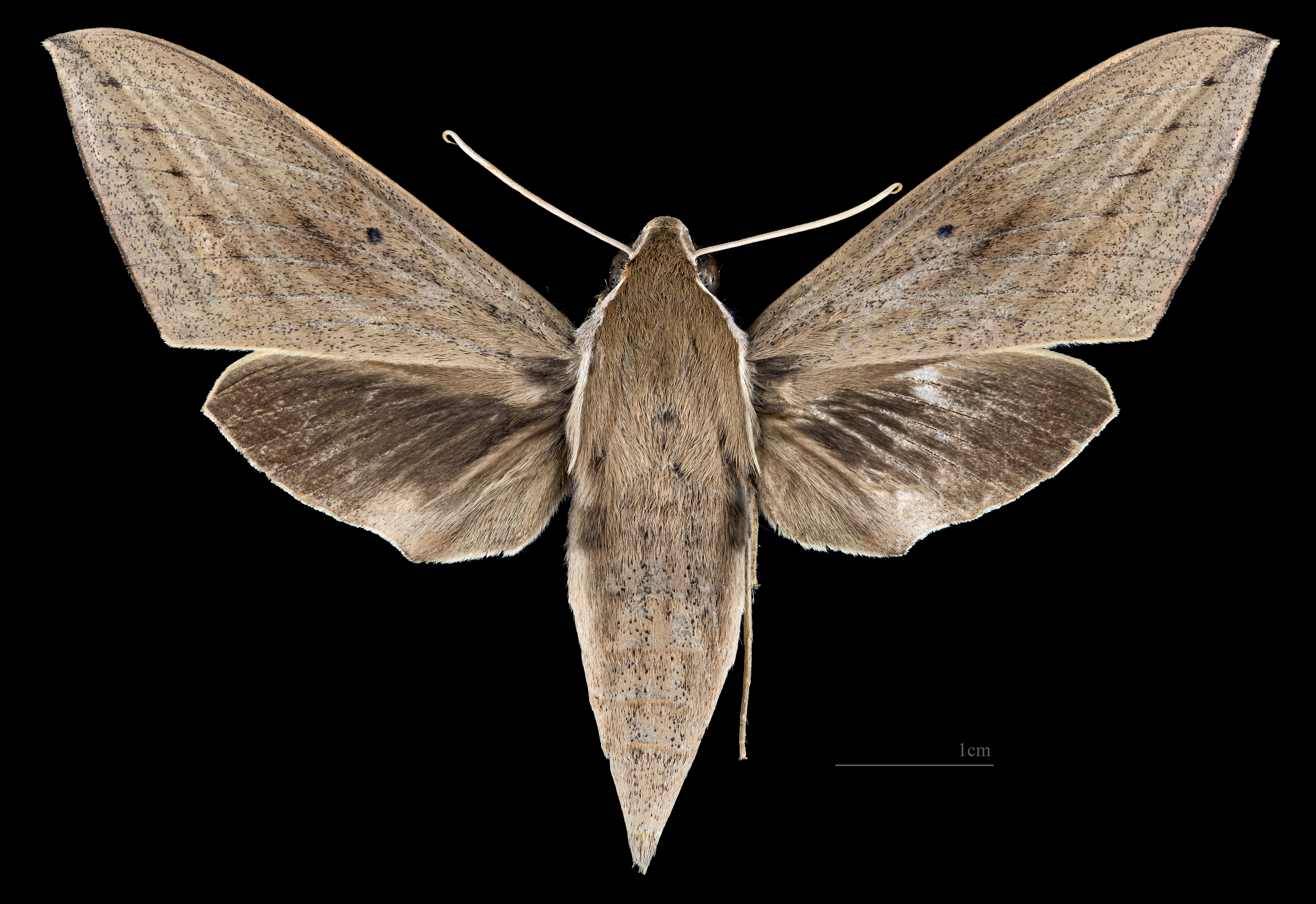
Femelle revers (coll.MHNT).
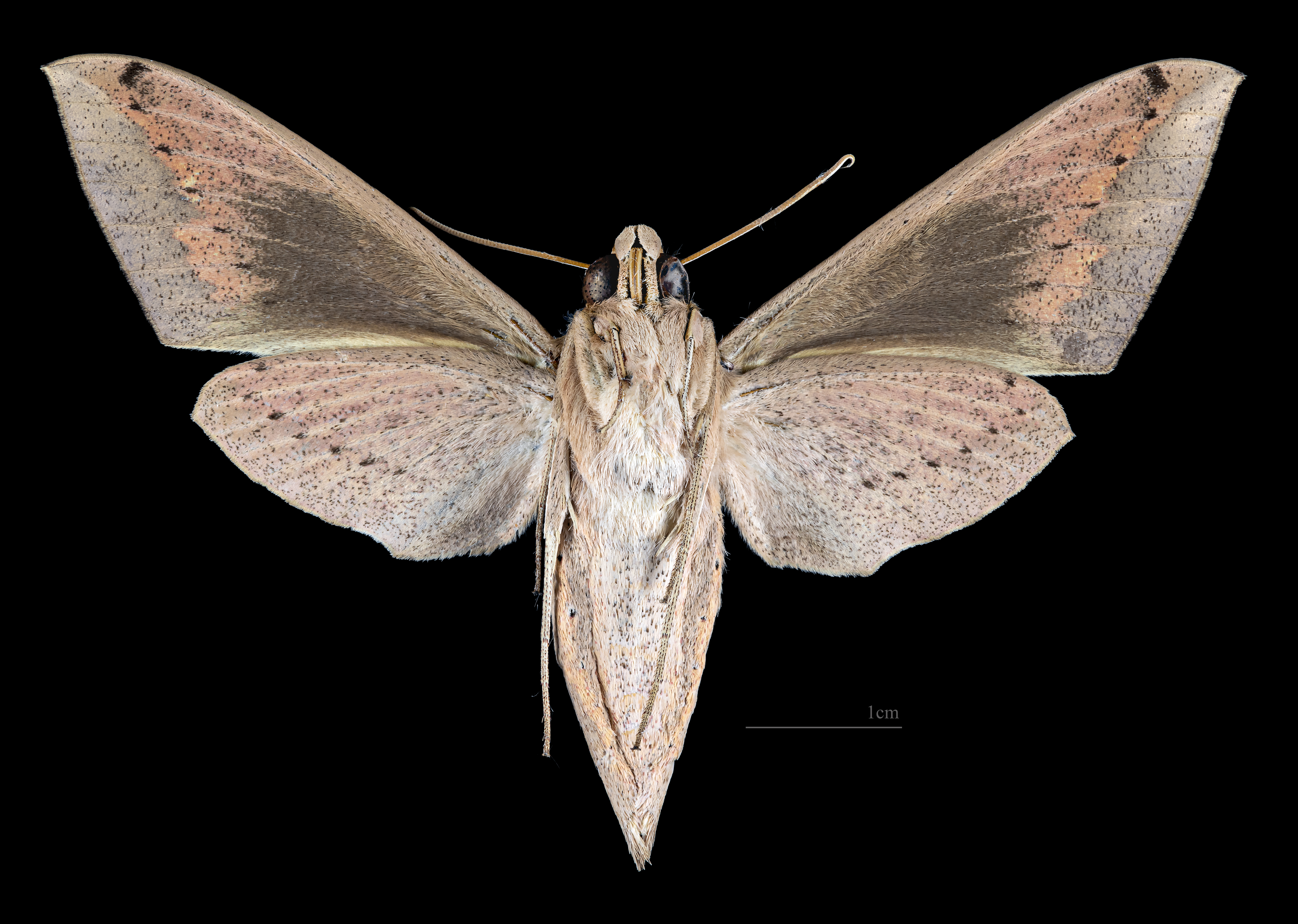
Femelle revers (coll.MHNT).

## Répartition
Cette espèce est connue dans la plupart des pays asiatiques, notamment à Bornéo, en Chine, à Hong Kong, aux Philippines et à Taiwan, ainsi que dans les régions tropicales de l'Australie.

## Biologie
Les chenilles se nourrissent sur  Parthenocissus, Leeaceae, Onagraceae, Balsaminaceae, Lythraceae, mais aussi Saurauia, Impatiens, Begonia, Tetracera, Leea, Lagerstroemia, Fuchsia, Cayratia, Cissus, Parthenocissus, Tetrastigma, et  Vitis.

## Systématique
- L'espèce Theretra latreillii a été décrite par l’entomologiste britannique William Sharp Macleay en 1826[2] sous le nom initial de Sphinx latreillii.
- L'espèce est dédiée à l'entomologiste français Pierre-André Latreille.

### Synonymie
- Sphinx latreillii W.S. Macleay, 1826 protonyme
- Chaerocampa amara Swinhoe, 1892[3]
- Chaerocampa comminuens Walker, 1865
- Chaerocampa deserta Butler, 1876
- Chaerocampa walduckii Butler, 1877[4]
- Chaerocampa lucasii

### Taxonomie
Liste des sous-espèces
- Theretra latreillii latreillii - Australie et les îles Salomon
- Theretra latreillii lucasii (Walker, 1856) (Sri Lanka, Inde méridionale et nord-orientale, Népal, Bangladesh, Myanmar, îles Andaman, Thaïlande, Chine méridionale et orientale, Taiwan, Vietnam, Indonésie et Philippines)
- Theretra latreillii prattorum Clark, 1924 (Indonésie)